# Anglesey (Staffordshire)
Anglesey es una parroquia civil del distrito de East Staffordshire, en el condado de Staffordshire (Inglaterra).

## Geografía
Según la Oficina Nacional de Estadística británica, Anglesey tiene una superficie de 1,45 km² que cubre parte de la localidad de Burton upon Trent.

## Demografía
Según el censo de 2001, Anglesey tenía 5835 habitantes (49,29% varones, 50,71% mujeres) y una densidad de población de 4024,14 hab/km². El 24,49% eran menores de 16 años, el 69,24% tenían entre 16 y 74, y el 6,27% eran mayores de 74. La media de edad era de 34,64 años. Del total de habitantes con 16 o más años, el 31,07% estaban solteros, el 51,29% casados, y el 17,64% divorciados o viudos.
El 85,74% de los habitantes eran originarios del Reino Unido. El resto de países europeos englobaban al 1,2% de la población, mientras que el 13,06% había nacido en cualquier otro lugar. Según su grupo étnico, el 71,6% eran blancos, el 1,35% mestizos, el 23,65% asiáticos, el 2,91% negros, el 0,19% chinos, y el 0,09% de cualquier otro. El cristianismo era profesado por el 57,58%, el budismo por el 0,07%, el hinduismo por el 0,24%, el judaísmo por el 0,07%, el islam por el 22,43%, el sijismo por el 0,53%, y cualquier otra religión por el 0,26%. El 12,03% no eran religiosos y el 6,79% no marcaron ninguna opción en el censo.
Había 2266 hogares con residentes y 170 vacíos.